# František Kokta
František Kokta (* 21. prosince 1936) je bývalý český fotbalista, obránce a záložník.

## Fotbalová kariéra
V československé lize hrál za Spartak Praha Sokolovo a ČKD Praha. Nastoupil ve 109 ligových utkáních a dal 3 góly.

## Ligová bilance
| Ročník                                   | Zápasy | Góly | Klub                     |
| ---------------------------------------- | ------ | ---- | ------------------------ |
| 1. československá fotbalová liga 1957/58 | 15     | 0    | Spartak Praha Sokolovo   |
| 1. československá fotbalová liga 1958/59 | 8      | 1    | Spartak Praha Sokolovo   |
| 1. československá fotbalová liga 1960/61 | 12     | 1    | Spartak Praha Stalingrad |
| 1. československá fotbalová liga 1961/62 | 18     | 1    | ČKD Praha                |
| 1. československá fotbalová liga 1962/63 | 17     | 0    | ČKD Praha                |
| 1. československá fotbalová liga 1963/64 | 18     | 0    | ČKD Praha                |
| 1. československá fotbalová liga 1964/65 | 21     | 0    | Bohemians Praha          |
| CELKEM                                   | 109    | 3    |                          |